# Tanytarsus challeti
Tanytarsus challeti är en tvåvingeart som beskrevs av Spies 1998. Tanytarsus challeti ingår i släktet Tanytarsus och familjen fjädermyggor. Inga underarter finns listade i Catalogue of Life.